# Feroelektrik
Fêroeléktrik je snov, pri kateri že pri relativno majhnem električnem polju opazimo nelinearno odvisnost polarizacije od polja. Pri določeni temperaturi se v teh snoveh pojavi spontana polarizacija. Spontana polarizacija izgine, ko temperatura preseže Curiejevo temperaturo in s tem močno pade tudi dielektrična konstanta. Feroelektriki kristalizirajo brez središča simetrije in imajo električni dipolni moment. So podvrsta piroelektrikov, katerih smer polarizacije je mogoče obrniti z zunanjim električnim poljem. Feroelektriki imajo običajno več domen – makroskopskih območij enake polarizacije – od katerih je polovica pozitivnih, polovica pa negativnih. Z večanjem električnega polja se začno nasprotno polarizirane domene obračati in polarizacija hitro narašča. Ko je doseženo nasičenje, sega ena domena čez celo telo.
Feroelektrične materiale lahko uporabimo za:
- večplastne kondenzatorje zaradi visoke dielektrične konstante in
- za spominske elemente zaradi histerezne zanke polarizacija v odvisnosti od električnega polja [2].

Zgleda feroelektrikov sta barijev titanat in rošelska sol (natrijev kalijev tartrat).

## Feroelektrična keramika
Feroelektrična keramika ima naslednje lastnosti:
- visoko dielektrično konstanto (do 10000), v primerjavi z materiali, ki imajo dielektrično konstanto 1-10;

- histerezno zanko v diagramu polarizacija v odvisnosti od električnega polja;

- kritično temperaturo, imenovano Curiejeva temperatura (Tc), nad katero spontana polarizacija izgine in material postane paraelektričen;

- oster maksimum dielektrične konstante v odvisnosti od temperature pri Tc;

- ima domene, ki so področja, v katerih je smer polarizacije enotna;

- značilno rast domen: pod vplivom zunanjega električnega polja se domene orientirajo v želeni smeri z gibanjem domenskih sten;

- Curie-Weissovo temperaturno odvisnost: nad Curiejevo temperaturo se temperaturna odvisnost dielektrične konstante ravna po Curie-Weissovem zakonu:

ε=C/(T-Tc)                                                                                                       
kjer je: C Curiejeva konstanta (/) in  Tc Curie-Weissova temperatura (°C)
- piezoelektričnost: električni naboj nastane zaradi mehanske obremenitve in obratno, dimenzije keramike lahko spremenimo z zunanjim električnim poljem.